# قرة أغاج كوشك
قرة أغاج كوشك (بالفارسية: قره‌آغاج کوشک) هي منطقة سكنية تقع في Charuymaq-e Jonubesharqi Rural District في إيران. يقدر عدد سكانها بـ 74 نسمة .